# 509 a. C.
El año 509 a. C. fue un año del calendario romano prejuliano. En el Imperio romano se conocía como el Año 245 Ab urbe condita. 

## Acontecimientos
República romana
- Lucio Junio Bruto y los patricios se aprovechan del ultraje efectuado por Sexto Tarquinio a Lucrecia (esposa de Lucio Tarquinio Colatino) para derrocar la monarquía romana de Tarquinio el Soberbio y sus hijos Sexto, Arrunte y Tito, que parten exiliados a Cere. Se funda entonces la República romana, con Lucio Tarquinio Colatino y Lucio Junio Bruto, como primeros cónsules.
- Cartago firma un tratado con la república romana, delimitando sus respectivas esferas.[1]

## Fallecimientos
- Lucio Junio Bruto, cónsul romano.
- Arrunte Tarquinio, hijo de Tarquinio el Soberbio.
- Espurio Lucrecio Tricipitino.